# 王審知
王 審知（おう しんち）は、十国閩の初代の王。

## 生涯
光州固始県（現在の河南省信陽市固始県）の出身。中和5年（885年）、兄の王潮・王審邽と共に寿州の首領であった王緒に従い福建に転戦していた。しかし王緒の猜疑心が強かったことから対立が生じ、王潮が政変を起こし王緒を捕らえた。その後王潮は勢力を拡大し、景福2年（893年）に福州を攻撃、現在の福建省全域を勢力下に置くことに成功し、王審知は福建観察副使に任じられた。乾寧4年12月6日（898年1月2日）に王潮が死去すると王審知は威武軍節度使を継承し、後に唐より瑯琊王に封じられ、開平3年（909年）には閩王に封じられた。王審知は窮民出身であったため、政策は倹約を強め税や徭役負担を軽くすることで民力の休養に勤めた。
同光3年（925年）に薨去し、忠懿王と諡号を贈られた。王位は長男の王延翰が継承した。王延鈞が皇帝に即位すると昭武孝皇帝と追諡され、廟号は太祖とされた。

## 家族

### 妻妾
- 正室：任内明（皇后を追贈された）
- 側室：黄恵姑

### 男子
- 嗣王 王延翰
- 王延稟（養子、もとの名は周彦琛）
- 恵宗 王延鈞
- 王延豊（養子、長兄の王潮の実子）
- 王延美（養子、次兄の王審邽の実子）
- 王延保
- 王延武（建州刺史）
- 王延望（戸部尚書）
- 景宗 王延羲
- 王延喜（汀州刺史）
- 王延政
- 王延資

### 女子
- 王氏（李敏にとついだ）
- 瑯琊郡君（呉越の武粛王銭鏐の子の銭元珦にとついだ）